# Eichhorst
Eichhorst – dzielnica miasta Friedland w Niemczech, w kraju związkowym Meklemburgia-Pomorze Przednie, w powiecie Mecklenburgische Seenplatte, w Związku Gmin Friedland. Do 24 maja 2014 samodzielna gmina.